# Alan Ritchson
Alan Michael Ritchson (Grand Forks, 28 novembre 1982) è un modello, attore e cantante statunitense.
Ha ottenuto popolarità internazionale a partire dal 2022 per aver interpretato il protagonista nella serie thriller d'azione di Amazon Prime Video Reacher.

## Biografia

### Primi anni ed esordi
Alan Ritchson nasce a Grand Forks, nel Dakota del Nord, da un sergente in pensione della United States Air Force e da un'insegnante di scuole superiori. Da adolescente a Niceville, in Florida, è stato vittima di bullismo, soprattutto quando un tumore ha iniziato a spingere in fuori l'osso del mento. Inizia la sua carriera come modello per Abercrombie & Fitch e per un negozio online di biancheria intima. La sua prima apparizione in televisione avviene nel 2004 al reality American Idol, l'anno seguente pubblica un album musicale. Nel 2005 ha il suo primo ruolo da attore nella serie televisiva Smallville interpretando il ruolo di Aquaman. Nel 2007 partecipa al film La leggenda di Beowulf come modello per l'animazione grafica.

### I primi successi come attore
Dopo piccole parti in alcuni film, film per la televisione e serie televisive, nel 2010 diventa uno dei protagonisti di Blue Mountain State nei panni di Thad Castle, il capitano della squadra di football, ruolo che riprende nel 2016 nel film sequel Blue Mountain State: the Rise of Thadland. Nel 2013 ha interpretato Gloss in Hunger Games - La ragazza di fuoco, mentre l'anno successivo è Raffaello in Tartarughe Ninja, ruolo che riprende nel 2016 nel sequel Tartarughe Ninja - Fuori dall'ombra.
Nel 2017 interpreta il protagonista della serie d'azione Blood Drive. Dal 2018 al 2021 Ritchson interpreta il ruolo di Hawk nella serie DC Titans; il suo contratto iniziale era per soli due episodi, ma poi è stato promosso a personaggio regolare nella seconda stagione. Nel 2021 ha fatto il suo debutto come regista della commedia di azione Dark Web: Cicada 3301, di cui è anche co-sceneggiatore, produttore e uno degli interpreti.

### La popolarità internazionale
Dal 2022 interpreta il personaggio di Jack Reacher nella serie televisiva Reacher tratta dai romanzi di Lee Child.
Nel 2023 è approdato nella saga di Fast & Furious: vi ha debuttato interpretando l'agente Aimes in Fast X, ruolo che dovrebbe riprendere nell'undicesimo capitolo della saga.
Nel 2024 è fra i protagonisti del film commedia di azione Il ministero della guerra sporca di Guy Ritchie; al suo fianco ci sono Henry Cavill, Eiza González e Henry Golding. Sempre nel 2024 è anche nel cast del film drammatico Il miracolo di Sharon con Hilary Swank. Con la popolarità, i suoi impegni cinematografici e i ruoli da protagonista aumentano. Infatti, a marzo dello stesso anno iniziano le riprese della commedia d'azione Playdate di Luke Greenfield, con Kevin James e Ritchson come protagonisti, a luglio iniziano le riprese del film d'azione Motor City, di cui Ritchson è protagonista al fianco di Ben Foster e Shailene Woodley, a settembre invece iniziano le riprese del film d'azione fantascientifico War Machine di Patrick Hughes, di cui Ritchson è protagonista al fianco di Dennis Quaid e Jai Courtney, mentre a dicembre dello stesso anno iniziano le riprese della commedia natalizia The Man with the Bag, con Arnold Schwarzenegger e Alan Ritchson come protagonisti, prodotta da Amazon MGM Studios.

## Vita privata
Nel 2006 ha sposato la sua compagna Catherine Ritchson, conosciuta al liceo. Da questo matrimonio sono nati tre figli. Ritchson ha vissuto per anni in Florida con la moglie e i loro tre figli. Nel 2023 la coppia ha deciso di vendere la propria casa e di vivere on the road, per permettere a Ritchson di trascorrere più tempo con la sua famiglia. La famiglia ora soggiorna in Airbnbs e in hotel; sua moglie, un'analista finanziaria, istruisce i loro figli a casa.
Ha lasciato il mondo della moda dopo avere subito alcune aggressioni sessuali da parte di persone influenti dell'ambiente.
Quando aveva 36 anni gli è stato diagnosticato il disturbo bipolare e da allora ha imparato a monitorarlo e gestirlo.
Ritchson si professa cristiano e discute spesso del significato della sua fede. Ha aperto il canale YouTube InstaChurch, nel gennaio 2022, dove parla delle sue convinzioni religiose e sostiene lo sviluppo dei film cristiani a Hollywood.

## Filmografia

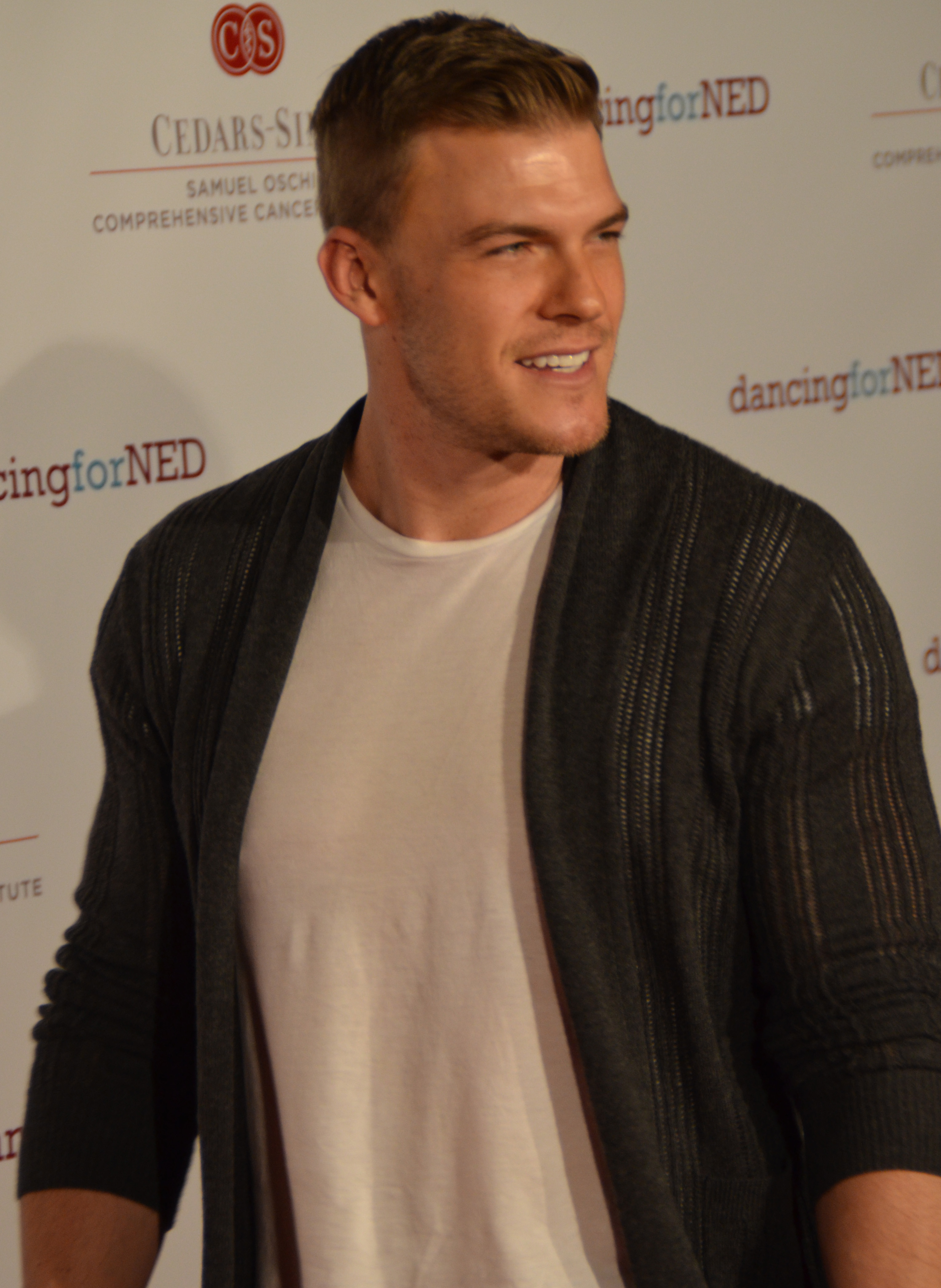
Alan Ritchson nel 2015

### Attore

#### Cinema
- The Butcher, regia di Edward Gorsuch (2006)
- Steam, regia di Kyle Schickner (2007)
- Justice League: The New Frontier, regia di Dave Bullock - voce (2008)
- Rex, regia di Christopher L. Miller (2008)
- Fired Up! - Ragazzi pon pon (Fired Up!), regia di Will Gluck (2009)
- Hunger Games - La ragazza di fuoco (The Hunger Games: Catching Fire), regia di Francis Lawrence (2013)
- Tartarughe Ninja (Teenage Mutant Ninja Turtles), regia di Jonathan Liebesman (2014)
- The Wedding Ringer - Un testimone in affitto (The Wedding Ringer), regia di Jeremy Garelick (2015)
- Lazer Team, regia di Matt Hullum (2015)
- Blue Mountain State: the Rise of Thadland, regia di Lev Spiro (2016)
- Tartarughe Ninja - Fuori dall'ombra (Teenage Mutant Ninja Turtles: Out of the Shadows), regia di Dave Green (2016)
- Office Uprising, regia di Lin Oeding (2018)
- Above the Shadows, regia di Claudia Myers (2019)
- The Turkey Bowl, regia di Greg Coolidge (2019)
- Fantasmi di guerra (Ghosts of War), regia di Eric Bress (2020)
- Dark Web: Cicada 3301, regia di Alan Ritchson (2021)
- Fast X, regia di Louis Leterrier (2023)
- Il miracolo di Sharon (Ordinary Angels), regia di Jon Gunn (2024)
- Il ministero della guerra sporca (The Ministry of Ungentlemanly Warfare), regia di Guy Ritchie (2024)

#### Televisione
- Smallville – serie TV, 4 episodi (2005-2010)
- Though None Go with Me, regia di Armand Mastroianni – film TV (2006)
- Nora Roberts - La palude della morte (Midnight Bayou), regia di Ralph Hemecker – film TV (2009)
- Head Case – serie TV, episodio 3x03 (2009)
- CSI: Miami – serie TV, episodio 8x19 (2010)
- Blue Mountain State – serie TV, 39 episodi (2010-2011)
- 90210 – serie TV, episodio 3x18 (2011)
- Fred: The Show – serie TV, episodio 1x08 (2012)
- Hawaii Five-0 – serie TV, episodio 3x20 (2013)
- The Rebels – serie TV, episodio 1x01 (2014)
- Holloway Heights – serie TV, episodio 1x04 (2014)
- New Girl – serie TV, episodio 4x04 (2014)
- Workaholics – serie TV, episodio 5x01 (2015)
- Black Mirror – serie TV, episodio 3x01 (2016)
- Blood Drive – serie TV, 13 episodi (2017)
- Alexa & Katie – serie TV, episodio 1x10 (2018)
- Titans – serie TV, 16 episodi (2018-2021)
- Brooklyn Nine-Nine – serie TV, episodio 6x02 (2019)
- Supergirl – serie TV, episodio 5x09 (2019)
- Legends of Tomorrow – serie TV, episodio 5x01 (2020)
- Reacher - serie TV, 24 episodi (2022-in corso)

### Regista
- Dark Web: Cicada 3301 (2021)

### Sceneggiatore
- Dark Web: Cicada 3301, regia di Alan Ritchson (2021)

### Produttore
- Seberg - Nel mirino (Seberg), regia di Benedict Andrews (2019)
- Dark Web: Cicada 3301, regia di Alan Ritchson (2021)

## Doppiatori italiani
Nelle versioni in italiano delle opere in cui ha recitato, Alan Ritchson è stato doppiato da:
- Stefano Crescentini in Blue Mountain State, Blood Drive, Titans
- Stefano Starna in Tartarughe Ninja, Tartarughe Ninja - Fuori dall'ombra
- Andrea Mete in Reacher, Il ministero della guerra sporca
- Gianfranco Miranda in Fantasmi di guerra, Fast X
- Luca Ferrante in Smallville
- Alessandro Quarta in CSI: Miami
- Alessandro Tiberi in Hawaii Five-0
- Riccardo Rossi in The Wedding Ringer - Un testimone in affitto
- Massimo De Ambrosis in Alexa & Katie
- Andrea Moretti ne Il miracolo di Sharon

## Discografia
- 2005 - This is Next Time